# جمعیت دفاع از کودکان کار و خیابان
جمعیت دفاع از کودکان کار و خیابان (تأسیس ۱۳۸۲) نام انجمنی غیردولتی برای حمایت از کودکان کار در ایران است. هدف‌های این انجمن «توانمندسازی کودکان کار و خیابان» و «آشنا کردن جامعه با معضل کودکان کار» بوده و مطابق اساسنامه آن، محور فعالیت‌های انجمن آموزش و حمایت از کودکان کار و تمام کودکانی است که به هر علت از آموزش و حمایت‌های اجتماعی محروم هستند می‌باشد
نیروهای پلیس امنیت تهران در دوم آبان ۱۳۸۷ دفتر این انجمن را با حکم اداره اتباع خارجی پلمب کردند. سال قبل پلیس امنیت به این مؤسسه اخطار داده بود که مدت مجوز فعالیت مؤسسه باطل شده‌است و باید از پلیس امنیت مجوز گرفته شود. همچنین ایراداتی از جمله برگزاری کلاس‌های آموزشی مختلط و برگزاری کلاس‌های آموزشی برای کودکان مهاجر بر انجمن گرفته بودند.
غرفه این نهاد در بیست و سومین نمایشگاه بین‌المللی کتاب تهران، به دستور مدیر ستاد هماهنگی نمایشگاه، تخلیه شد و اعضای آن مجبور به خروج از نمایشگاه شدند.

## تاریخچه جمعیت دفاع از کودکان کار و خیابان
جمعیت دفاع از كودكان كار و خیابان سازمانی غیر دولتی است، متشکل از فعالینی که از سال‌ها پیش در زمینه حقوق کودکان تحقیق و فعالیت‌ داشته‌اند. مؤسسین «جمعیت دفاع» مشخصا از سال ۷۹ وارد عرصه عملی و کار مستقیم و رو در رو با کودکان و به‌ویژه کودکان کار و خیابان شدند. از پی بیش از ۲ سال فعالیت و تحقیق در حوزه‌ی کودکان، تصمیم به فعالیت مستقل و بدون وابستگی به هیچ نهاد و موسسه دولتی و غیردولتی گرفته و سال ۸۱ را تقاضایی برای ثبت در وزارت کشور ارسال و موافقت و مجوز فعالیت را در سال ۸۲ دریافت نمودند.

## هدف كلی (افق) جمعیت دفاع از کودکان کار و خیابان
هدف از تأسيس جمعيت دفاع؛ تلاش جهت محو كامل كار، بهره کشی و هرگونه سوء استفاده از كودكان و احقاق حقوق و شرایط زندگی انسانی و برابر برای تمامی كودكان جهان.
این افق برای اهداف؛ براساس چهار اصل مهم و كليدى حقوق انسانی کودکان تعريف شده که عبارتند از:
- تأمين حقوق و نيازهاى اصلى كودك (Provision)
- حمايت از كودكان در برابر استثمار، بازداشت خود سرانه و غيره (Protection)
- پيشگيرى از ايراد آسيب به كودكان به عنوان وظيفه جامعه (Prevention)
- مشاركت كودكان در امور خویش و برخوردارى از حق اظهار نظر (Participation)

### اهداف جمعیت دفاع از کودکان کار و خیابان
- تلاش برای رفع تبعيض و سوء استفاده از كودكان فارغ از رنگ، نژاد، جنس، مذهب و هرگونه تبعیض
- تلاش جهت تغيير نگاه جامعه نسبت كودكان و به ويژه كودكان كار و خيابان و باز تعريف جايگاه انسانی آنان
- تلاش جهت بهبود وضعيت زندگی كودكان و به ويژه كودكان كار و خيابان با رهنمود به جامعه جهت استفاده از منابع و مراجع رسمی (مانند بيمه تأمين اجتماعی، بيمه‌های فراگيرخانواده و كودك، بيمه بيكاری و …)
- اطلاع‌رسانی و ارتقاء سطح آگاهی جامعه در رابطه با كودكان و آسيب‌های ناشی از کار و بهره کشی از آنان
- بالا بردن آگاهی‌های افراد، خانواده‌ّا و جامعه به منظور استفاده از راهکارهای پيشگيری و ممانعت از کشیده شدن كودكان به خيابان‌ها و محيط‌های ديگر جهت كار و تأمين معيشت.
- اهداف تداومی (پیگيري‌های ضروری جهت تضمين‌های تداومی‌) جمعیت دفاع از کودکان کار و خیابان:
- استفاده از نيرو و ظرفيت‌های اجتماعی در جهت حمايت عملی از کودکان کار و خيابان.
- فعال نمودن و پيگيری حضور دولت ،سازمان‌ها و نهادهای موظف.
- قراردادن کودک و وابستگانش تحت پوشش بيمه‌های اجتماعی (خدمات درمانی، تأمين اجتماعی، بيمه بيکاری و …).
- به کارگيری مددکاران خيابانی.
- واکنش سريع جهت شناسائی و جذب کودکان کار و خيابان.
- تلاش برای ترويج نگاه جامعه به جايگاه انسانی کودکان کار و خيابان.
- تلاش برای گسترش مراکز تعريف شدهء فوق.

#### برنامه فوری جمعیت دفاع از کودکان کار و خیابان
برنامه فوری جمعیت دفاع با ايجاد مراکزی با عنوان «پروژه های آموزشی- حمایتی کودکان» به منظور دستیابی به اهداف اختصاصی زیر طراحی شده است:
1. مرکز قابل ارجاء کودکان.
2. تمرکز نیرو و امکانات به منظور پیشبرد اهداف و برنامه‌های اجتماعی جمعیت دفاع.

## واحدهای جمعیت دفاع
جمعیت دفاع از کودکان کار و خیابان دارای ۸ واحد فعال: روابط عمومی، مددکاری، بهداشت، آموزش، تحقیق و پژوهش، مالی، هنر و کتابخانه است.

### واحد روابط عمومی
هدف این واحد برقراری ارتباط فعال با جامعه مدنی به طور عام به منظور جذب افراد و نیز انتقال دیدگاه ها و مواضع رسمی جمعیت پیرامون مسائل روز مرتبط با کودکان کار و خیابان است.
سایر اهداف واحد روابط عمومی:
- ارتباط با سازمان‌ها و نهادهای دولتی و غیر دولتی مرتبط از سایر اهداف این واحد است.
- این واحد با استفاده از رسانه‌های عمومی و رسانه‌های اجتماعی و سایر روش‌ها نسبت به تبلیغ و ترویج نگاه اصولی و روش‌های عمل اجتماعی جمعیت اقدام می‌نماید.

### واحد مددکاری
از آنجایی که حمایت از کودکان کار بدون حمایت از خانواده‌های آنان ممکن نیست، استراتژی این واحد پیگیری و تلاش در جهت ایجاد، گسترش و تقویت بیمه‌های اجتماعی و بیمه‌های کارگری است.
فعالیت‌های این واحد:
- ارائه خدمات مشاوره‌ای تخصصی به مددجویان و خانواده‌های آنان
- برقراری ارتباط با کلنیک‌ها و مراکز مشاوره‌ای به منظور دریافت خدمات و تبادل دانش
- ارتباط با محیط‌های زیستی کودکان از جمله خانه، محل کار، محله و … به منظرو مداخلات مورد نیاز
- پیگیری مسائل حقوقی و پرونده‌های مددجویان در موارد مورد نیاز
- برگزاری کلاس‌های آموزشی برای مددکاران، مددجویان و سایر گروه‌های درگیر
- ارائه آمارهای مستند از آسیب‌های روانی ناشی از وضعیت زیستی کودکان کار و خیابان
- شکل‌دهی نیروهای اجتماعی برای فشار به وزارت کار، تعاون و رفاه اجتماعی به منظور پیگیری هدف اصلی این واحد
- همکاری با دانشگاه‌ها و دانشجویان جهت انجام امور تحقیقی – علمی

### واحد بهداشت
استراتژی این واحد رایگان‌سازی واقعی و عملی هزینه‌های بهداشت و درمان برای کودکان به ویژه کودکان کار و خیابان است.
فعالیت‌های این واحد:
- ارائه راهکارهای مناسب و متناسب برای رایگان‌سازی بهداشت و درمان برای کودکان کار و خیابان
- مطالعه در مورد وضعیت سلامت و بهداشت کودکان و خانواده‌های آنان و ارائه آن به جامعه و نهادهای اجتماعی
- حساس‌سازی نگاه جامعه به وضعیت سلامت کودکان کار و خیابان به منظور مقابله با آن
- برقراری رابطه با وزارت بهداشت جهت پیگیری اهداف اصلی جمعیت
- برقراری ارتباط با مراکز بهداشتی و درمانی مانند بیمارستان‌ها، کلینک‌ها، درمانگاه‌ها، داروخانه‌ها و … به منظور دریافت خدمات
- ارائه‌ی خدمات درمانی و بهداشتی به مددجویان مرکز
- آموزش بهداشت فردی و اجتماعی به کودکان

### واحد آموزش
استراتژی این واحد اجباری و رایگان‌سازی واقعی و عملی آموزش در مدارس به ویژه برای کودکان کار و خیابان است.
فعالیت‌های واحد:
- ایجاد کلاس‌های سواد آموزی برای کودکان کارِ محروم از تحصیل
- برگزاری کلاس‌های مهارت زندگی بر اساس تضادهای واقعی زندگی به کودکان کار و خیابان
- فشار به وزارت آموزش و پرورش جهت رایگان و اجباری سازی تحصیل کودکان به واسطه‌ی بسیج نیروی اجتماعی
- نقد ساختار آموزش و پرورش در کشور به مثابه یکی از عوامل اصلی بازتولید کار کودک و نیز نقد محتوای کتب آموزشی
- ارائه لوازم و نوشت‌افزار به کلیه دانش‌آموزان واحد
- آموزش نیروهای اجتماعی به منظور شناخت شرایط کودکان کار و خیابان
- آموزش خانواده‌های کودکان کار به منظور بهبود بستر زیستی کودکان کار و خیابان
- ارتباط با مراکز فنی و حرفه‌ای و آموزش مهارت به کودکان کار و خیابان

### واحد تحقیق و پژوهش
هدف این واحد تحقیق و پژوهش پیرامون ابعاد گوناگون کار کودک و آسیبهای ناشی از آن بر کودکان کار است. علل و عوامل ایجاد و باز تولید کار کودک و بررسی علل اقتصادی، اجتماعی، فرهنگی و سیاسی تاثیر گذار بر کار کودکان بویژه در جامعه ایران مد نظر این واحد می باشد.

### واحد مالی
تامین منابع مالی جمعیت دفاع از کودکان کار و خیابان به منظور پیشبرد اهداف آن اصلی ترین هدف این واحد می باشد. این واحد تلاش دارد با اتخاذ سیاستهای درست جذب منابع مالی از تبدیل شدن به خیریه بپرهیزد.
فعالیت‌های واحد:
- دریافت کمکهای نقدی داخلی و بین المللی برای امور جاری و پیشبرد اهداف کلان جمعیت.
- برگزاری همایش های هنری و ارائه محصولات فرهنگی و جذب کمکهای مالی از این طریق.
- دریافت حق عضویت از اعضای جمعیت دفاع (پرداخت حق عضویت اختیاری است).
- دریافت کمک های غیر نقدی از جمله نوشت افزار و سایر موارد مورد نیاز برای تحصیل یا بهداشت رایگان کودکان.

### واحد هنر
استراتژی این واحد تبلیغ و ترویج اهداف جمعیت با استفاده از خلاقیت‌های هنری است.
فعالیت‌های واحد:
- برگزاری نمایشگاه های عکس، نقاشی و … .
- طراحی پوستر در همایش‌ها و مناسبت‌های گوناگون مرتبط.
- طراحی محصولات قابل فروش همراه با ترویج نگاه کودک محور و ضد کار کودک.

### واحد کتابخانه
هدف این واحد نقد نگاههای طرفدار کار کودک در ادبیات رایج ایران از یک سو و ارائه کتب جایگزین با نگاه کودک محور از سوی دیگر است. ضمنا ایجاد فرصت کتابخوانی برای کودکان کار که به دلیل عدم دسترسی به منابع مناسب موجود از بهره گیری از آنها محرومند از دیگر اهداف این واحد است.
فعالیت‌های واحد:
- حضور در واحد کتابخانه و بصورت روزانه و ارائه‌ی کتاب به کودکان کار.
- برگزاری دوره‌های کتابخوانی برای کودکان کار و خیابان.
- تجهیز و جمع آوری کتاب‌های مناسب با وضعیت و سن کودکان کار و خیابان.
- تولید کتاب، شعر، داستان و غیره برای این کودکان.
- نقد کتاب‌های موجود در حوزه ادبیات کشور.